# Szadółki

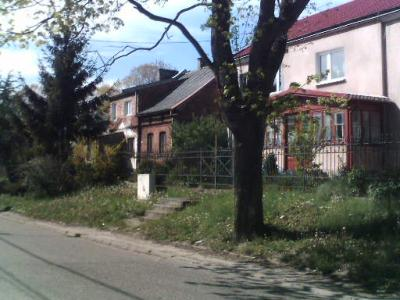
Widok ul. Stężyckiej w Szadółkach (obecnie w dzielnicy Jasień)

Szadółki (kaszb. Szëdlëkòwò lub też Szëdôłkòwò, Szadółczi, niem. Schüddelkau) – część miasta Gdańsk. Dawniej osada mieszkalno-rolnicza położona na Wysoczyźnie Gdańskiej, pomiędzy Jasieniem i Kowalami, przy drodze do Kolbud i Otomina.

## Historia
Najstarsze ślady bytności człowieka w tym rejonie zidentyfikowano w trakcie badań archeologicznych terenu pod osiedle w sąsiednim Rębowie. Zlokalizowano kilka czasowych siedlisk z okresu lateńskiego (V-I w. p.n.e.). Prawdopodobnie mieszkańcy obozowisk byli związani z kulturą pomorską, która pozostawiła w okolicy – zwłaszcza w Otominie – liczne dobrze rozpoznane archeologicznie ślady bytności. W IX w. powstało w pobliskim Otominie grodzisko stanowiące do końca X w. prawdopodobnie ośrodek lokalnej władzy. Temu anonimowemu pomorskiemu władcy podlegały zapewne tereny obecnych Szadółek. Od XI w. dominującą rolę obejmuje szybko rosnący Gdańsk i z nim dalej wiążą się dzieje wsi.

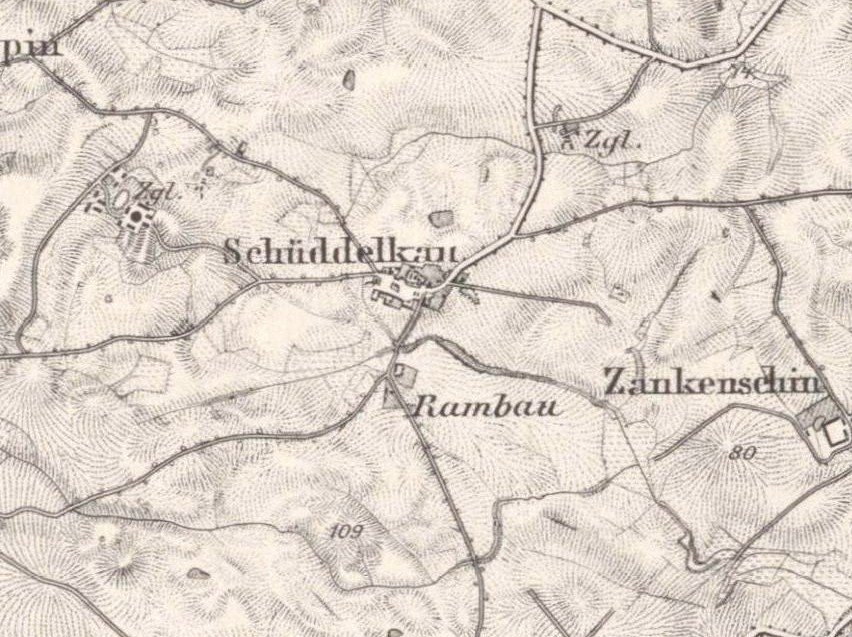
Szadółki na mapie z 1901

Pierwsza historyczna wzmianka o Szadółkach to nadanie już istniejącej wsi Schedirwicz gdańskiemu Szpitalowi św. Ducha przez wielkiego mistrza krzyżackiego Luthera von Braunschweig w 1333. Nazwa miejscowości pojawia się w następnych latach w różnych formach: Schederkaw – 1334, Schiddelkow – 1485, 1546, Czidelekow – 1780, Schüddelkau – 1790. W 1546 Szpital św. Ducha uzyskuje potwierdzenie nadania wsi. Wieś duchowna, należąca do szpitala Św. Ducha w Gdańsku położona była w drugiej połowie XVI wieku w powiecie gdańskim województwa pomorskiego. 
W czasach wojen napoleońskich, podczas oblężenia Gdańska w 1813, w Szadółkach znajdowały się stanowiska artylerii rosyjskiej. Własnością szpitalną wieś była do 1850. Według Słownika Geograficznego Królestwa Polskiego i Innych Krajów Słowiańskich w 1885 Szadółki podlegały parafii katolickiej św. Józefa w Gdańsku. Posiadały szkołę elementarną, i liczyły w 1885: 32 domy, 430 mieszkańców – pół na pół katolików i ewangelików, 9 gburskich posiadeł oraz 3 zagrody. Do 1885 właścicielem dóbr był Carl Hermann Wendt (1829-1885), architekt i inspektor budowlany (Landesbauinspektor) z Gdańska zaś następnie w latach 1885-1901 jego brat Alexis Julius Wendt (1821-1901), kupiec gdański i wicekonsul Neapolu i Sycylii w Gdańsku.
W 1874 Szadółki zostały włączone do powiatu gdańskiego, w 1921 należały do powiatu Gdańsk Wyżyny – jako wieś gromadzka, 1951 ponownie w powiecie gdański
1 stycznia 1973 większą część Szadółek (452,20 ha) włączono do Gdańska, a mniejszą (172 ha) do nowo utworzonej gminy Kolbudy Górne, po czym wieś zniesiono. Obecnie jest to część dzielnicy administracyjnej Jasień oraz okręgu historycznego Wyżyny.
Obecnie niedaleko Szadółek znajduje się składowisko odpadów dla Gdańska i okolicznych gmin.